# سيلاس مارنر
سيلاس مارنر: الحائك من ريفلو (بالإنجليزية: Silas Marner: The Weaver of Raveloe)‏ هي الرواية الثالثة بقلم جورج إليوت، التي نشرت عام 1861. وهي حكاية بسيطة ظاهريا عن حائك كتان، ومن الملاحظ عنها واقعيتها القوية والمعالجة المتطورة لمجموعة من القضايا التي تتراوح بين الدين والتصنيع والمجتمع.

## روابط خارجية
- سيلاس مارنر على موقع الموسوعة البريطانية (الإنجليزية)